# Francesca Figueras Siñol
Francesca Figueras Siñol (Molins de Rey, 1958) es una astrofísica española. Forma parte del comité ejecutivo y de la comisión científica de la Red española de explotación científica de la misión Gaia  (REG) y es la primera mujer en ocupar la presidencia de la Sociedad Española de Astronomía (SEA).

## Trayectoria
Francesca Figueras Siñol se doctoró en astrofísica por la Universidad de Barcelona en el año 1986 y desde 1991 es profesora titular del Departamento de Física Cuántica y Astrofísica en dicha institución.Fue vicedirectora del Instituto de Ciencias del Cosmos de la Universidad de Barcelona (ICCUB, IEEC-UB). Su especialidad dentro de la astrofísica se enmarca en el estudio del origen y la evolución de la Vía Láctea y forma parte, además, del equipo de científicos que trabaja en la misión Gaia de la Agencia Europea del Espacio (ESA).
En 2009 participó en el Año Internacional de la Astronomía y fue coordinadora del programa nacional Ella es una astrónoma. En el año 2010 asumió la coordinación de la Red española de explotación científica de la misión Gaia  (REG), desde entonces forma parte de su comité ejecutivo y comisión científica. Entre 2016 y 2020 fue presidenta de la Sociedad Española de Astronomía (SEA), convirtiéndose con ello en la primera mujer en ocupar este cargo en 24 años de existencia de dicho organismo. Asimismo, bajo su presidencia se presentó el Primer Plan de Igualdad de la entidad.
Figueras ha participado activamente desde el principio en el primer proyecto Gaia Data Access and Analysis Study (GDAAS) y en la validación de los datos del Catálogo de Gaia (CU9).También participó en los grupos de trabajo de Simulaciones (CU2) y Fotometría (CU5).

## Premios y reconocimientos
- Premio Ciudad de Barcelona 2013 al equipo del proyecto Gaia del que Fancesca Figueras Siñol era parte.[1]